# Sand Fork
Sand Fork is een plaats (town) in de Amerikaanse staat West Virginia en valt bestuurlijk gezien onder Gilmer County.

## Demografie
Bij de volkstelling in 2000 werd het aantal inwoners vastgesteld op 176.
In 2006 is het aantal inwoners door het United States Census Bureau geschat op 171, een daling van 5 (-2,8%).

## Geografie
Volgens het United States Census Bureau beslaat de plaats een oppervlakte van
0,9 km², geheel bestaande uit land.

## Plaatsen in de nabije omgeving
De onderstaande figuur toont nabijgelegen plaatsen in een straal van 28 km rond Sand Fork.